# Campo Maior
Campo Maior – miejscowość w Portugalii, leżąca w dystrykcie Portalegre, w regionie Alentejo w podregionie Alto Alentejo. Miejscowość jest siedzibą gminy o tej samej nazwie.
W Campo Maior urodziła się św. Beatrycze de Silva (1424–1490) założycielka zakonu Sióstr Franciszkanek od Niepokalanego Poczęcia Najświętszej Maryi Panny, zwanych także koncepcjonistkami.
Co kilka lat w mieście odbywa się święto kwiatów z papieru – Festas do Povo. Od 2021 roku tradycja ta wpisana jest na listę reprezentatywną niematerialnego dziedzictwa kulturowego UNESCO. 

## Zabytki
- Zamek w Campo Maior

## Demografia
| Liczba ludności gminy Campo Maior (1801–2011) | Liczba ludności gminy Campo Maior (1801–2011) | Liczba ludności gminy Campo Maior (1801–2011) | Liczba ludności gminy Campo Maior (1801–2011) | Liczba ludności gminy Campo Maior (1801–2011) | Liczba ludności gminy Campo Maior (1801–2011) | Liczba ludności gminy Campo Maior (1801–2011) | Liczba ludności gminy Campo Maior (1801–2011) | Liczba ludności gminy Campo Maior (1801–2011) | Liczba ludności gminy Campo Maior (1801–2011) |
| --------------------------------------------- | --------------------------------------------- | --------------------------------------------- | --------------------------------------------- | --------------------------------------------- | --------------------------------------------- | --------------------------------------------- | --------------------------------------------- | --------------------------------------------- | --------------------------------------------- |
| 1801                                          | 1849                                          | 1900                                          | 1930                                          | 1960                                          | 1981                                          | 1991                                          | 2001                                          | 2004                                          | 2011                                          |
| 4 975                                         | 4 416                                         | 6 050                                         | 8 234                                         | 9 887                                         | 8 549                                         | 8 535                                         | 8 387                                         | 8 359                                         | 8 456                                         |

## Sołectwa
Sołectwa gminy Campo Maior (ludność wg stanu na 2011 r.)
- Nossa Senhora da Expectação – 3974 osoby
- Nossa Senhora da Graça dos Degolados – 587 osób
- São João Baptista – 3895 osób